# Kazuo Murakami
Kazuo Murakami (jap. 村上 和雄, Murakami Kazuo; * 1936 in Nara; † 13. April 2021 in Tokio) war ein japanischer Genetiker.

## Wissenschaftliche Karriere
Murakami promovierte 1963 an der Kyoto University Graduate School. Danach war er an einem Forschungsprojekt an der University Oregon beteiligt und Assistenz-Professor an der Vanderbilt University, bevor er einen Ruf als Professor an die Tsukuba University, eine der führenden Universitäten Japans, erhielt. Er gründete das Institute for the Study of the Mind-Gene Relationship. Danach war er Professor Emeritus der Tsukuba University, eine der führenden Universitäten Japans.
Zu seinen größten wissenschaftlichen Erfolgen gehörte die genetische Entschlüsselung des Renin, ein Schlüssel-Enzym für die Ursache von Bluthochdruck.

## Auszeichnungen
- 1990 Max-Planck-Forschungspreis im Fachbereich Biowissenschaften/Medizin.
- 1996 Japan Academy Prize

## Schriften
- Der göttliche Code des Lebens. Ein neues Verständnis der Genetik. Silberschnur, Güllesheim 2008, ISBN 978-3-89845-226-7
- The World Began from a Single Life.

Aufsätze
- Mit Y. Kon, Y. Hashimoto, H. Kitagawa und M. Sugimura: Intracellular production of adrenal renin in the fetal mouse. An immuno-electron microscopical study. In: Journal of Anatomy. Juni 1991. PMC 1260310 (freier Volltext)
- T. Inagami and K. Murakami: Pure Renin. Isolation from hog kidney and characterization. In: The Journal of Biological Chemistry.  Vol. 252, 9. Mai 1977. S. 2978–2983.